# Balanophyllia (Balanophyllia) diffusa
Balanophyllia (Balanophyllia) diffusa is een rifkoralensoort uit de familie van de Dendrophylliidae. De wetenschappelijke naam van de soort is voor het eerst geldig gepubliceerd in 1909 door Harrison & Poole.